# Suicidio di Saul

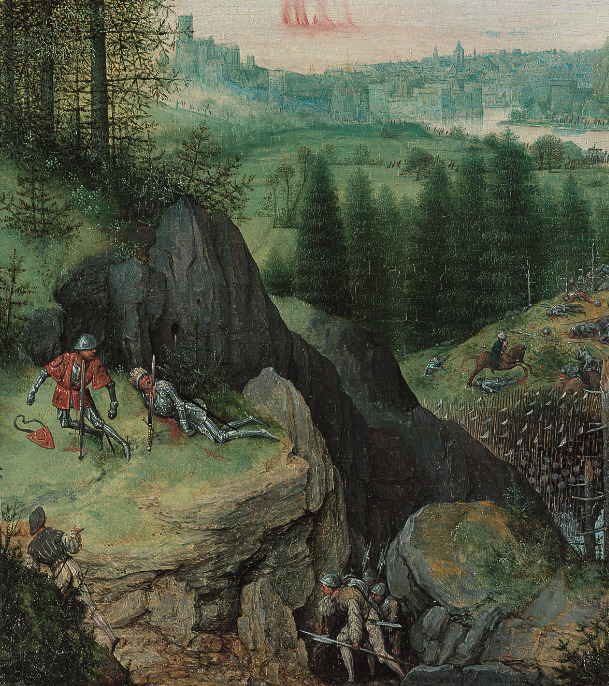
Dettaglio 1

Il Suicidio di Saul è un dipinto a olio su tavola (33,5x55 cm) di Pieter Bruegel il Vecchio, datato 1562 e conservato nel Kunsthistorisches Museum di Vienna. È firmato in basso a sinistra con la scritta: "SAUL XXXI CAPIT BRVEGEL M.CCCCC.LXII".

## Storia
La prima menzione del dipinto risale al catalogo del De Mechel del 1784. Probabilmente ebbe un'influenza nella realizzazione dell'opera, non si sa se attiva o solo ideale, la miniaturista Mayeken Verrhulst, futura suocera di Bruegel.

## Descrizione e stile
Come ricorda l'iscrizione, l'opera illustra il passo biblico del suicidio del re Saul, sconfitto dai Filistei. Sul monte Gilboa infatti, vista la rovina delle sue truppe, ordina al suo scudiero di ucciderlo, ma al rifiuto ricevuto prende la propria spada e vi si getta sopra trafiggendosi, imitato subito dopo dall'armigero. La scena del doppio suicidio è rappresentata sul promontorio in basso a sinistra, mentre poco sotto due soldati nemici stanno per arrivare sul posto.
Gran parte della tavola è comunque occupata dalla rappresentazione della battaglia, con le armature brillanti dei soldati e una selva di lance levate, riprodotte con la precisione del miniaturista. Più in lontananza si scorge un fiume, dove una parte dell'esercito sta guadando, un poderoso castello sulla cima di una rupe e una città murata, immersa nella foschia azzurrina. Lo straordinario sfondo, che riecheggia i paesaggi alpini visti durante il viaggio del 1552 circa, da un'improvvisa apertura ariosa alla tavola, a fronte della scura e densa materia pittorica del primo piano, relativa alla battaglia. In generale dominano i colori verdi, della foresta, e un'atmosfera umida e densa, del tramonto. In questo contesto spiccano come non mai i piccoli dettagli rossi, come gli stendardi, l'abito dello scudiero e il sangue dei due suicidi.
La scelta del soggetto è forse legata a un intento moraleggiante, con Saul che è additato come esempio di superbia nel Purgatorio di Dante, vicino a Nembrot che fu soggetto pure di un dipinto di quegli anni, la Torre di Babele.

## Bibliografia

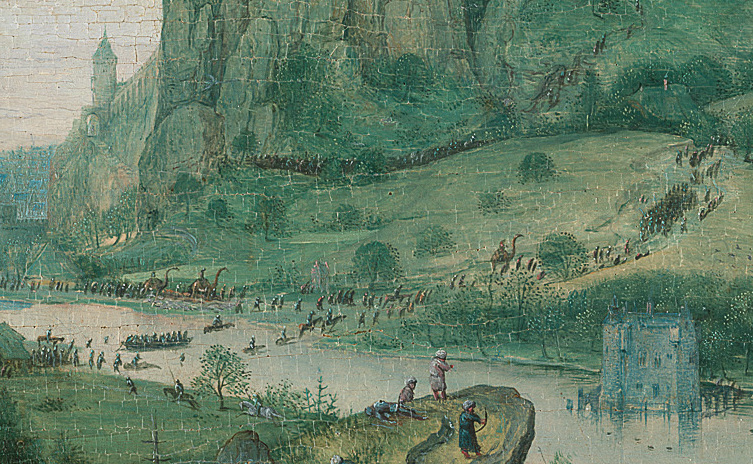
Dettaglio 2